# ポーランド (キリバス)

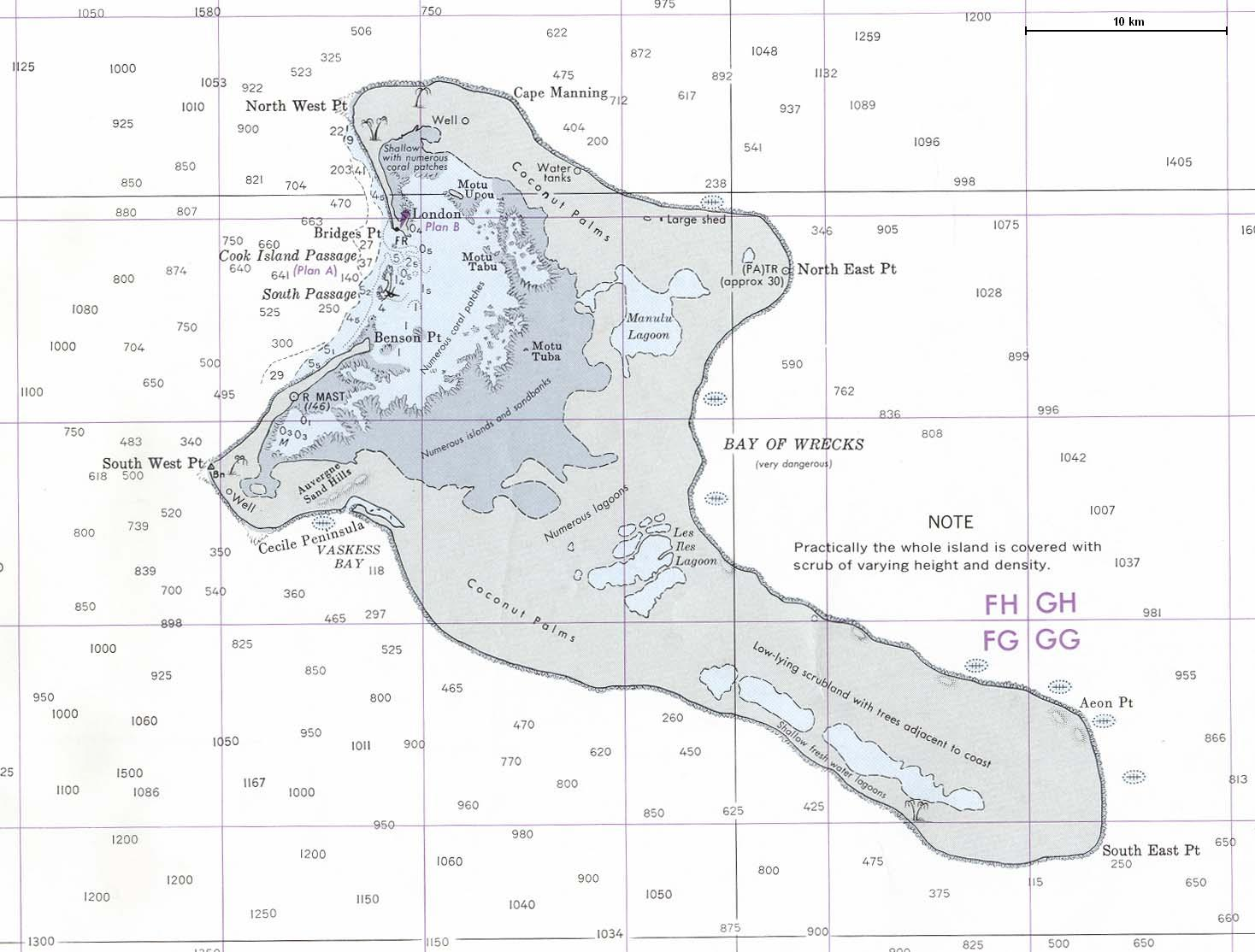
キリスィマスィ島

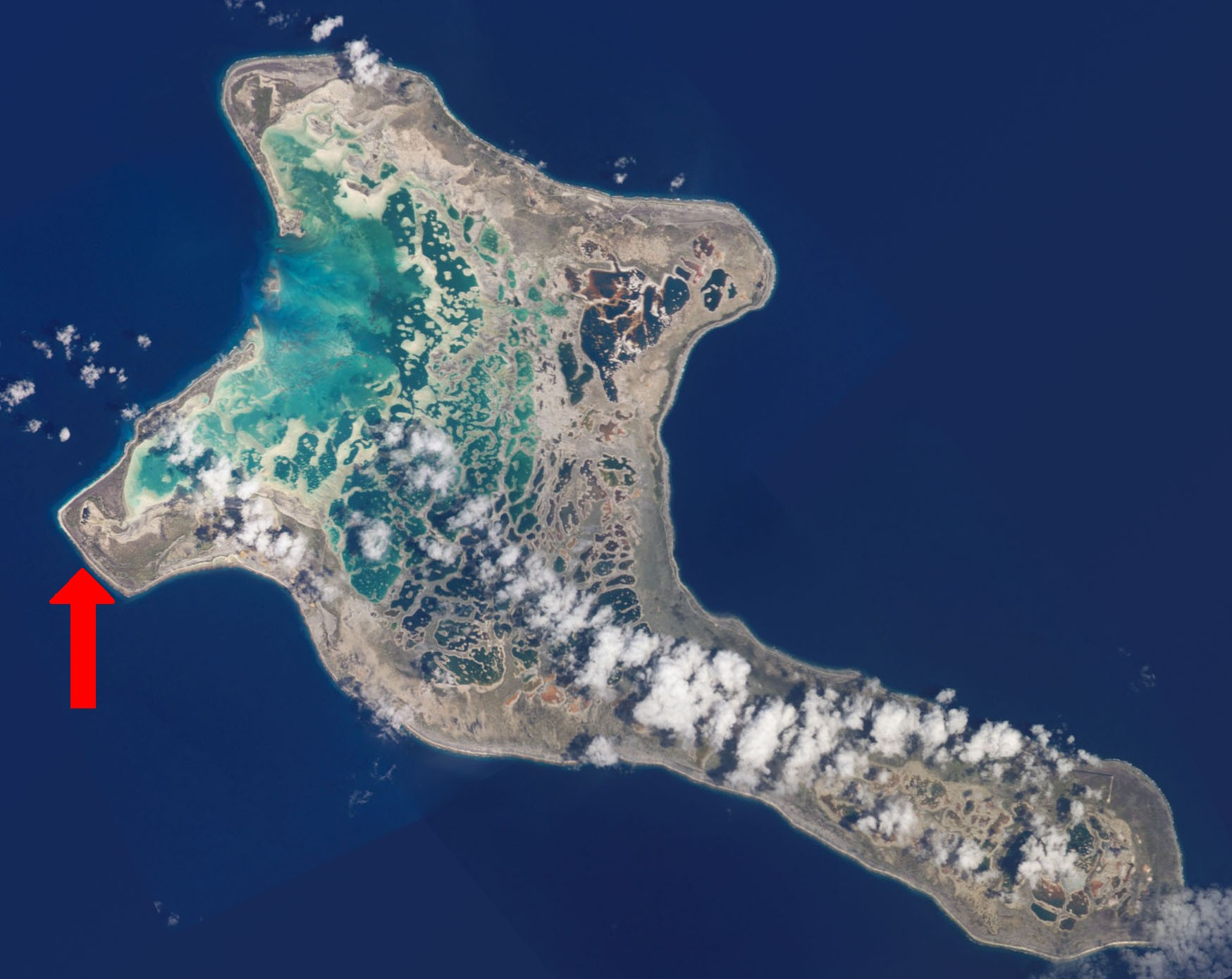
集落の位置

ポーランド（Poland）はキリバスのキリスィマスィ島にある集落。

## 人口統計
島で4番目に大きく、2015年の人口は351人（内訳：男185人、女166人）。